# 3345-ös busz
A 3345-ös jelzésű autóbuszvonal Balassagyarmat, Nagyoroszi és Rétság között húzódó regionális vonal, amelyet a MÁV Személyszállítási Zrt. üzemeltet.

## Közlekedése
Az összesen 27 járatból, 2 járatnak a Nagyoroszi, pataki elágazás, 2 járatnak a Nagyoroszi, vasútállomás a végállomása, 8 járat teszi meg az egész utat végállomástól végállomásig és 3 járat a Rétság, HI-LEX Zrt. megállóhelyig közlekedik.
| Viszonylat                                           | Indításszám     | Közlekedési rend          |
| ---------------------------------------------------- | --------------- | ------------------------- |
| Balassagyarmat, aut. áll. – Nagyoroszi, pataki elág. | 2 pár           | tanítási napokon          |
| Balassagyarmat, aut. áll. – Nagyoroszi, pataki elág. | 1 oda, 2 vissza | tanszünetben munkanapokon |
| Balassagyarmat, aut. áll. – Nagyoroszi, pataki elág. | 1 vissza        | szabadnapokon             |
| Balassagyarmat, aut. áll. – Nagyoroszi vá.           | 1 oda, 2 vissza | munkanapokon              |
| Balassagyarmat, aut. áll. – Nagyoroszi vá.           | 1 vissza        | szabadnapokon             |
| Balassagyarmat, aut. áll. – Nagyoroszi vá.           | 1 oda, 2 vissza | munkaszüneti napokon      |
| Balassagyarmat, aut. áll. – Rétság, aut. ford.       | 6 oda, 3 vissza | tanítási napokon          |
| Balassagyarmat, aut. áll. – Rétság, aut. ford.       | 7 oda, 3 vissza | tanszünetben munkanapokon |
| Balassagyarmat, aut. áll. – Rétság, aut. ford.       | 1 pár           | hétvégén                  |
| Balassagyarmat, aut. áll. ➝ Rétság, HI-LEX Kft.      | 1 oda           | naponta                   |
| Rétság, HI-LEX Kft. ➝ Nagyoroszi, pataki elág.       | 1 oda           | naponta                   |
| Rétság, aut. ford. ➝ Nagyoroszi, pataki elág.        | 1 oda           | munkanapokon              |

## Megállóhelyei
| 0  | Balassagyarmat, autóbusz-állomás végállomás      | 1A, 2C, 4, 6, 6A, 8, 8A, 9A 1010, 1011, 1012, 1306, 1308 460, 3080, 3081, 3084, 3305, 3308, 3312, 3313, 3314, 3315, 3318, 3320, 3321, 3322, 3323, 3325, 3326, 3329, 3332, 3336, 3340, 3342, 3343, 3344, 3346 |
| ∫  | Balassagyarmat, Hunyadi út                       | 1, 1C, 2, 2C, 4, 6, 6A, 7, 7A, 7B, 8, 9, 9A, 9B 3081, 3313, 3314, 3332, 3336, 3343, 3347 |
| ∫  | Balassagyarmat, Civitas Fortissima tér           | 1, 1C, 3B, 4, 6, 6A, 7, 7B, 7D, 8, 9, 9A, 9B 3081, 3313, 3314, 3332, 3336, 3343, 3347 |
| 1  | Balassagyarmat, Lidl áruház                      | 1C, 3, 3C, 4, 6, 6A, 7, 7B, 8, 9, 9A, 9B 1010, 1011, 1012 3313, 3314, 3332, 3336, 3340, 3342, 3343, 3344, 3346, 3347                                                                                         |
| 2  | Balassagyarmat, Strand                           | 3, 3C, 4, 6, 9A 1010 3313, 3332, 3336, 3340, 3341, 3342, 3343, 3344, 3346, 3347 |
| 3  | Balassagyarmat, Újkóvár                          | 1010 3313, 3332, 3336, 3340, 3341, 3342, 3343, 3344, 3346, 3347 |
| 4  | Ipolyszög, bejárati út                           | 1010, 1011, 1012 3313, 3332, 3336, 3340, 3341, 3342, 3343, 3344, 3346, 3347 |
| 5  | Ipolyszög vasúti megállóhely, bejárati út        | 1010, 1011, 1012 3313, 3332, 3336, 3340, 3341, 3342, 3343, 3344, 3346, 3347 S750 |
| 6  | Dejtári elágazás                                 | 1010, 1012 3313, 3332, 3340, 3342, 3343, 3344, 3346, 3347 |
| 7  | Dejtár vasútállomás                              | 3342, 3343, 3344, 3346, 3347 S750 |
| 8  | Dejtár, Fő út                                    | 328, 3342, 3343, 3344, 3346, 3347 |
| 9  | Patak, szövetkezeti bolt                         | 328, 3342, 3343, 3347 |
| ∫  | Érsekvadkert, Rákóczi út-Fölvég                  | 3342 |
| ∫  | Érsekvadkert, központ                            | 1010, 1011, 1012, 1013 3313, 3332, 3336, 3340, 3342 |
| ∫  | Érsekvadkert, Rákóczi út-Fölvég                  | 3342 |
| 9  | Patak, szövetkezeti bolt                         | 328, 3342, 3343, 3347 |
| 10 | Patak, horpácsi elágazás                         | |
| ∫  | Horpács, központ                                 | 3294, 3342, 3343 |
| 10 | Patak, horpácsi elágazás                         | |
| 11 | Nagyoroszi, Petőfi út 45.                        | 328, 3343, 3347 |
| 12 | Nagyoroszi, pataki elágazás vonalközi végállomás | 230, 1014 328, 332, 3294, 3343, 3346, 3347 |
| 13 | Nagyoroszi, orvosi rendelő                       | 328, 332, 3294, 3343, 3346 |
| 14 | Nagyoroszi vasútállomás vonalközi végállomás     | 328, 332, 3294, 3343, 3346 S750 |
| ∫  | Borsosberény, iskola                             | 3294, 3342, 3343 |
| 15 | Borsosberény, 2-es főút                          | 230, 1014 328, 332, 3294, 3342, 3343, 3346 |
| 16 | Borsosberény, alsó szőlők                        | 3342 |
| 17 | Romhányi elágazás                                | 1010, 1013 328, 329, 332, 337, 3271, 3313, 3324, 3327, 3329, 3334, 3336, 3340, 3342, 3343, 3346 |
| 18 | Rétság, benzinkút                                | 1010, 1013 328, 329, 332, 337, 3271, 3313, 3324, 3327, 3329, 3334, 3336, 3340, 3342, 3343, 3346 |
| 19 | Rétság, autóbusz-forduló vonalközi végállomás    | 230, 1010, 1011, 1012, 1013, 1014 328, 329, 331, 332, 336, 337, 3271, 3286, 3313, 3324, 3327, 3329, 3334, 3336, 3340, 3342, 3343, 3346                                                                       |
| 20 | Rétság, ipari park                               | 1010, 1011, 1012, 1013 328, 331, 332, 336, 3286, 3313, 3327, 3329, 3336, 3343 |
| 21 | Rétság, HI-LEX Kft. végállomás                   | 3313, 3327, 3329, 3343 |